# Voetbalkampioenschap van de Centraal-Afrikaanse Republiek
Om het voetbalkampioenschap van de Centraal-Afrikaanse Republiek (Championnat de République centrafricaine de football) wordt sinds 1968 gestreden. De titel wordt vergeven in de door de Fédération Centrafricaine de Football (FCF) georganiseerde kampioenschappen.
Olympic Real de Bangui is recordkampioen met tien titels. De titels van 2009 tot en met 2012 werden vergeven aan de kampioen van de hoofdstedelijke “Ligue de Bangui”.